# Rafael Núñez internationella flygplats
Rafael Núñez internationella flygplats är en flygplats i Colombia.   Den ligger i departementet Bolívar, i den norra delen av landet, 700 km norr om huvudstaden Bogotá. Rafael Núñez internationella flygplats ligger 1 meter över havet. Den ligger vid sjön Ciénaga de Tesca.
Terrängen runt Rafael Núñez internationella flygplats är platt. Havet är nära Rafael Núñez internationella flygplats åt nordväst. Runt Rafael Núñez internationella flygplats är det tätbefolkat, med 459 invånare per kvadratkilometer. Närmaste större samhälle är Cartagena, 4,7 km söder om Rafael Núñez internationella flygplats. Runt Rafael Núñez internationella flygplats är det i huvudsak tätbebyggt.